# 115e division d'infanterie (Chine)
La 115e division d'infanterie de Chine est une division de l'Armée de terre chinoise. Elle participa à la guerre de Corée.